# Galileen

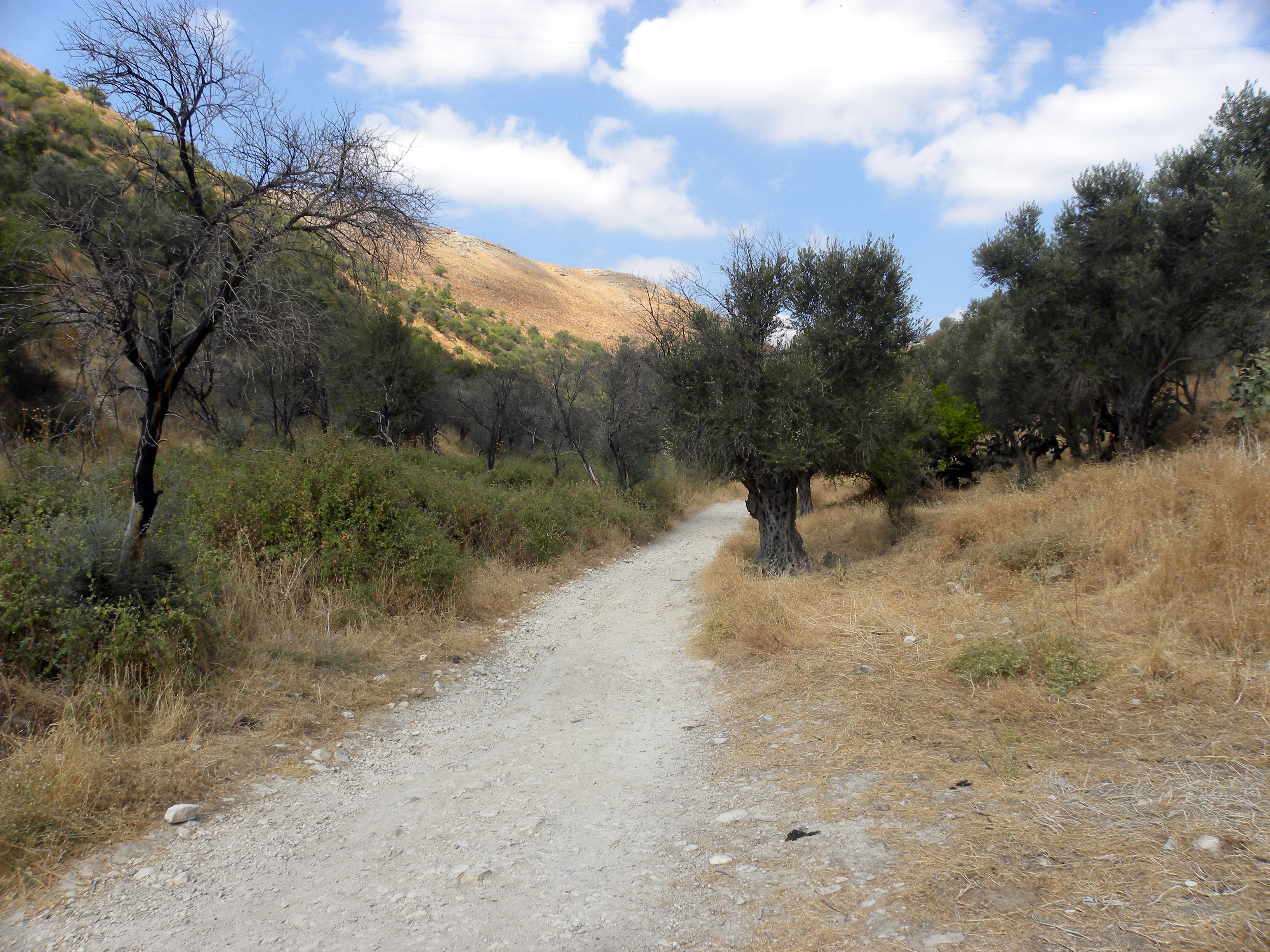
Äldre väg i Galileen.

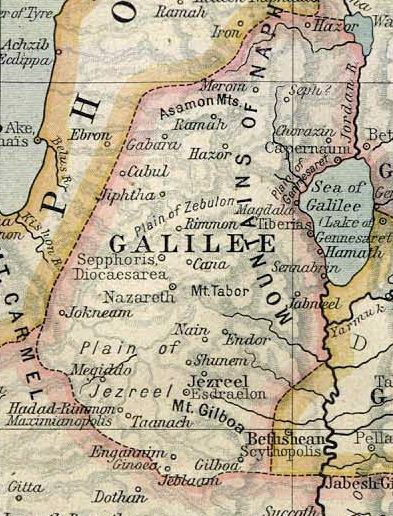
Galileen, cirka 50 e.Kr.

Galileen (latin: Galileia; hebreiska: הגליל, Ha-Galil; arabiska: الجليل, al-Jalīl) är det bibliska namnet (fortfarande i bruk) på ett landskap i den norra delen av den geografiska regionen Palestina. Idag motsvarar det den nordligaste delen av staten Israel samt en del av Golanhöjderna. Området gränsar mot Medelhavet i väster, mot Libanon i norr samt mot Syrien i öster.
I Nya testamentet skildras hur Jesus verkade runt om i hela Galileen. Många judar flyttade till landskapet från Judeen efter att Jerusalems tempel förstörts år 70 e.Kr. och efter Bar Kokhba-revolten år 135.